# Abadía de San Olaf
La Abadía de San Olaf en Tønsberg (en noruega: Olavsklosteret i Tønsberg) fue un monasterio premonstratense (católico), ubicado en Sandefjord, Noruega.
Los canónigos premonstratenses fundaron el monasterio dedicado a San Olaf, en Tønsberg en la segunda mitad del siglo XII, posiblemente en o poco antes de 1191. La iglesia fue terminada en 1207, como lo confirma el registro de una sepultura allí en ese año. Este era un establecimiento muy rico con una considerable influencia en los asuntos de su tiempo. Sin embargo, fue incapaz de resistir la secularización en 1532 durante la Reforma protestante, cuando el rey Federico I lo concedió en feudo a Erik Ugerup. Los edificios monásticos fueron gravemente dañados por un incendio en 1536, aunque posiblemente algunos pueden haber sido reparados para servir de residencia del propietario. Las extensas haciendas más tarde pasaron a manos de los condes de Jarlsberg.